# Isuzu Elf
Isuzu Elf (яп. いすゞ・エルフ) — японский средний грузовой коммерческий автомобиль производства Isuzu. Грузовик строится с 1959 года и за пределами Японии известен как N-серия. Изначально производился для рынка Японии, азиатских стран и Австралии. В последней, в том числе из местных комплектующих, он собирается ещё с 1970-х годов. С начала 1980-х годов грузовик получил распространение в Соединённых Штатах (под маркой Chevrolet и GMC, как W-серия), а также в качестве N-серии Isuzu. В Северной Америке доступны только версии с широкой кабиной.
Для рынков южноамериканских стран (в том числе Чили и Перу), грузовик собирается на заводе GM-Colmotores в колумбийском городе Богота, с 1991 года, с ежегодными объёмами от 20 до 60 тысяч единиц. Местная сборка увеличивается из-за растущего спроса в Колумбии и соседних странах. Эти автомобили имеют шильдик «Tecnología Isuzu».
В Индонезии Elf используется не только как грузовик, местные производители перестраивают его в микроавтобусы. Более легкие четырёхколесные модели обычно используются в качестве междугородных «маршрутных такси», школьных автобусов, или в качестве служебных автобусов.

## Первое поколение
2-тонный грузовик Elf (TL221) начал производиться с августа 1959 года. Автомобиль оснащался бензиновым двигателем GL150 объёмом 1,5 л (1491 см³) и мощностью 60 л. с. (44 кВт). По дизайну, он отличался круглыми фарами и распашными дверьми. Колесная база, в зависимости от версии, варьировалась от 2180 до 2460 мм. Шасси автомобиля TL251.
В марте 1960 года на грузовиках стал применяться более экономичный дизельный двигатель TL121/151 объёмом 2 литра и мощностью 52 л. с. (38 кВт). Таким образом, он стал первым небольшим грузовиком в истории автомобилестроения Японии, на который был установлен дизельный двигатель. Вскоре, конкуренты Isuzu так же стали выпускать дизельные модели своих грузовиков. В 1962 году у двигателей была повышена мощность до 72 и 55 л. с. (53 и 40 кВт) соответственно. Коды шасси были изменены на TL321/351 для дизельной версии, на моделях с установленным новым двигателем DL201. Чуть позже, коды шасси были изменены на TLG10/11 для бензиновых моделей и на TLD10/11 для дизельных. В 1964 году модель с длинной колесной базой становится стандартной версией. В 1964 году мощность дизельного C220 объёмом 2,2 литра увеличена до 62 л. с. (46 кВт). В 1965 году изменён перед кабины, спереди появилось 4 фары.
Isuzu был предложен достаточно широкий спектр кузовов для первого поколения Elf. Производились варианты с двойной кабиной, различные специальные кузова для конкретных целей (для перевозки напитков и воды, самосвалы, цистерны). Существовали так же маршрутные трех- или шестиместные автомобили Route Van с огороженной стеклом задней частью салона, и «Elf Bus», который был доступен в двух моделях с 1960 года. Модель Elf Light Bus изначально производилась в кузове автобуса на длинной колесной базе и имеет сиденья на 21 пассажира (шасси BL171/271), а микроавтобус Elf Micro Bus занял место между моделями Route Van и Light Bus. Микроавтобус изначально имел кузов, аналогичный маршрутному автомобилю, но уже имел от 12 до 15 пассажирских мест. Шасси микроавтобуса TL121/151/21/251B. Автобусы Elf впоследствии стали отдельной моделью, известной как Isuzu Journey.

## Второе поколение
В августе 1967 года полностью обновлённый «Isuzu Light Elf» был добавлен к существующей линейке; это легкая версия грузовика была рассчитана на полезную нагрузку в 1,25 тонн. Он имел одиночные круглые фары и код шасси КА-серии. Производство началось с двигателем G150 объёмом 1471 см³, устанавливаемым на Isuzu Belletts, и выдающим 68 л. с. (50 кВт). Это были первые автомобили Elf второго поколения, среди которых появятся и тяжелые модели, и впоследствии сменят грузовики первого поколения.
В апреле 1968 года было представлено второе поколение Elf (серии TL21/TLD21). Также в это время производилась переходная модель «Elf Hi-Roof». В сентябре 1969 года грузоподъёмность «Light Elf» была повышена до 1,5 тонн и стал доступен более мощный 1,6 литровый двигатель G161AB мощностью 75 л. с. (55 кВт). В октябре 1970 года модель Elf 250 грузоподъемностью в 2-2,5 тонны получила обновленный 2,4 литровый дизельный двигатель. Появилась так же модель Elf 350, грузоподъёмностью 3,5 тонн. Так же производились модели с повышенным клиренсом, до 450 мм.

## Третье поколение
Производство третьего поколение Elf стартовало с июня 1975 года, производились модели Elf 150 и 250. Эти автомобили были прозваны «Тора-сан» после выхода фильма с известным японским актёром Киёси Ацуми, на которого якобы похож автомобиль. С 1979 года появилась версия 2-х тонного Elf 250, с 3,3 литровым двигателем, получившая название «Elf 250 Super». Также появился «Elf 150 Super», получивший 2,4 литровый дизельный двигатель C240, который устанавливался на модели Elf 250. На 1978 год Isuzu был продан миллион автомобилей Elf. В январе 1980 года Elf был обновлен в соответствии со стандартами выбросов Японии 1979 года, так же изменилась конструкция кабины, теперь появилась возможность откидывать её. Началось производство моделей с широкой кабиной Elf 250 Wide и 350 Wide, они получили шасси KT и KS, а это означает окончание производства второго поколения Elf 350. Ширина кабины составила 1910 мм, по сравнению с кабинами шириной 1690 мм, используемыми на шасси серий TL и KA.
В 1981 году произошёл незначительный рестайлинг. Для третьего поколения Elf дизельные двигатели были модернизированы, стали более простыми в эксплуатации. Появился самый маленький, на тот момент, в мире дизельный двигатель 4BC2 с прямым впрыском, объёмом 3,3 литра. Этот двигатель, с 1982 года, заменил менее мощный 4BC1 который появился в 1979 году. В марте 1983 года дизельные двигатели были снова модернизированы согласно новым японским стандартам выбросов для коммерческих транспортных средств. В то время как третье поколение Elf было сменено в 1984 году, выпуск «Route Van» продолжался до начала 1990-х. Кузов изменился и стал более пригодным для такой версии автобуса; эти автомобили продавались как Isuzu Journey S и строился на базе Elf 150 (KAD51ZB).
| Код                     | Двигатель                    | Двигатель | Мощность | Мощность | Мощность                    | Модели                 |
| Код                     | Двигатель                    | Двигатель | л. с.    | кВт      | об/мин                      | Модели                 |
| ----------------------- | ---------------------------- | --------- | -------- | -------- | --------------------------- | ---------------------- |
| KA41/51                 | G161, бензин, рядная 4       | 1584 см³  | 84       | 62       | 5200                        | Elf 150                |
| KAD41/51                | C190, дизель, рядная 4       | 1951 см³  | 62       | 46       | 4400                        | Elf 150, Journey S     |
| KAD42/52, TLD23         | C240, дизель, рядная 4       | 2369 см³  | 74       | 54       | 3800                        | Elf 150 Super, Elf 250 |
| TLD24/34/44/54/64       | 4BA1, дизель, рядная 4       | 2775 см³  | 85       | 63       | 4000                        | Elf 250                |
| TLD55                   | 4BC1, дизель, рядная 4       | 3268 см³  | 95       | 70       | 3500                        | Elf 250 Super          |
| TLD26/36/56, KT26/36/46 | 4BC2, СНВТ, дизель, рядная 4 | 100       | 74       | 3500     | Elf 250 Super, Elf 250 Wide |                        |
| KS                      | 4BD1, дизель, рядная 4       | 3856 см³  | 110      | 81       | ?                           | Elf 350 Wide           |

## Четвёртое поколение
Грузовики Isuzu Elf четвёртого поколения появились в июле 1984 года. Эти грузовики экспортировались в различные страны по всему миру, и кроме того, в некоторых странах, включая США, они собирались. Продавались как Chevrolet Tiltmaster и GMC Forward. Forward пришёл на смену автомобилям L-серии, он оснащался турбодизельными рядными шестицилиндровыми двигателями мощностью 165 л. с. (123 кВт). Грузовики четвёртого поколения так же были известны как Isuzu N-Series. С 1986 года на американском рынке был доступен Forward с дизельным 8,4-литровым двигателем мощностью 220 л. с. (164 кВт).
В Японии это поколение было доступно только с дизельными двигателями 4JA1 с системой СНВТ, объёмом 2,5 литра, заменившими устаревшие двигатели серии C240, использовавшиеся ранее в качестве стандартных двигателей Elf. В сентябре 1987 года была разработана новая версия полноприводого Elf 250, изначально доступного только с 110 сильным (81 кВт) двигателем 4BE1.
Эта модель также собиралась в Китае, компанией BLAC (Beijing Light Automobile Corporation) с 1984 до 2002 годы. После 2002 года сборкой занимались YCACO (Guangzhou Isuzu). После реорганизации компании, с 2008 года автомобиль производился как Guangzhou Hino 300J (YC5040XXY), с некоторыми изменениями во внешнем виде.

### США
В США он продавался как Chevrolet Tiltmaster и как GMC Forward, пришедший на смену серии L, представленной в 1960 году. Эти грузовики появились в 1984 модельном году и имели рядный турбодизельный двигатель мощностью 165 л. с. (123 кВт). -шестицилиндровый двигатель. Это также была первая модель, на которой использовался давний лейбл Isuzu N-серии. В 1986 году на рынок США была добавлена более тяжелая 8,4-литровая дизельная версия Forward (W7) мощностью 220 л. с. (164 кВт). Forward и Tiltmaster предлагались как грузовики класса 3 или класса 5 с полной массой 13 250 или 16 000 фунтов (6 010 или 7 260 кг) соответственно. Меньший Tiltmaster/Forward W4 оснащен дизельным рядным четырёхцилиндровым двигателем мощностью 126 л. с. (94 кВт), а более тяжелый W6 получил шестицилиндровый дизель мощностью 154 л. с. (115 кВт). Эти модели также продавались как Isuzu NPR/NRR соответственно, при этом Isuzu добавила модель Flatlow с низкопрофильными 15-дюймовыми задними шинами для меньшей высоты рамы.
В то время как продажи легковых автомобилей Spectrum под маркой Chevrolet в США всегда превышали продажи соответствующей модели Isuzu, грузовики под маркой Chevrolet/GMC продавались медленнее, чем их аналоги Isuzu. Например, в 1986 году было продано 507 W4 Tiltmasters и 1292 W4 Forward по сравнению с 4954 эквивалентными NPR (также было продано 2267 W7 под маркой GM; Isuzu не продавала версию этого грузовика). В 1986 году Isuzu и General Motors также объединили свои системы импорта и распространения этих грузовиков, а не импортировали их по отдельности.
В 2009 году производство грузовиков Chevrolet Kodiak и Isuzu H-Series было прекращено, и их место заняла серия W.

## Пятое поколение
В июле 1993 года было представлено новое пятое поколение модели с изменённым дизайном кабины. В 1998 году появилась модификация грузового автомобиля Elf CNG, функционирующая на газу. В 2004 году на автомобиле сменились фары, решетка радиатора, бампер.
OEM-соглашение с Nissan позволило продавать Elf как модели Nissan Atlas и Nissan Diesel Condor 20/30/35, и начиная с этого момента, они заменили Nissan Atlas Max, производившийся с 1996 по 2000 годы. Atlas Max имеет базу нового, облегчённого Elf 100 (июнь 1995 года), который был доступен с 2-литровым бензиновым или 2,5/2,7-литровыми дизельными двигателями.
В мае 2004 года, после нескольких незначительных изменений, изменилась головная оптика. В это время ещё одно OEM-соглашение позволило продавать грузовик как Mazda Titan.
В Соединённых Штатах Elf сохранял четыре прямоугольные галогенные фары с 4-го поколения до 2005 года. Модели 2006 года и начала 2007 года имели трапециевидные фары. Elf продавался как серии Isuzu NPR и Chevrolet/GMC W, каждая из которых была доступна с 3,9-литровым турбодизельным двигателем 4BD2T до 1998 года, 4,8-литровым турбодизельным двигателем 4HE1 с 1998 по 2004 год, 4HK1 5,2-литровым двигателем. турбодизельный двигатель с 2005 года. Затем он стал доступен с 5,7-литровым двигателем L31 Vortec GM или 6,0-литровым двигателем LQ4 Vortec GM с автоматической коробкой передач 4L80-E. Мощность 5,7-литрового двигателя составляла от 275 до 325 л. с. (от 205 до 242 кВт) при 4600 об/мин и крутящий момент от 330 до 350 фунт-футов (от 447 до 475 Нм) при 2800 об/мин. Мощность 6,0-литрового двигателя составляла от 300 до 325 л. с. (от 224 до 242 кВт) при 4400 об/мин и крутящий момент от 358 до 370 фунт-футов (от 485 до 502 Нм) при 2800 об/мин.
В Малайзии, грузовик производится компанией Heavy Industries Corporation of Malaysia (Isuzu HICOM Malaysia) под названием HICOM Perkasa, однако на кузове имеются шильдики Isuzu N-Series.

## Шестое поколение
С декабря 2006 года началось производство автомобилей High Cab и Wide Cab шестого поколения Isuzu Elf, а с февраля 2007 года и модели Regular Cab. На автомобиле сменилось оснащение и кабина.

## Название серий
На японском и некоторых других рынках, таких как Мексика и Индонезия, грузовик продается как Elf, однако для большинства экспортных рынков он известен как Isuzu N-series. Вторая буква обозначает: Н и К используются для стандартных моделей, М для моделей с высокой кабиной, и P, Q и R для моделей с широкой кабиной. Третья буква обозначает привод: R означает задний привод, а S означает полный привод. Последующие две цифры говорят о марке мотора:

| - 54 — 4JA1 - 55 — 4JB1 - 56 — 4BA1 - 57 — 4BC2 - 58 — 4BE1 | - 59 — 4BD1 - 61 — 4BG1 - 63 — 4BE2 - 66 — 4HF1 - 69 — 4JG2 | - 70 — 4HE1 - 71 — 4HG1 - 72 — 4HL1 - 75 — 4HK1 - 72 — 4HJ1, 4HF1 CNG | - 81 — 4HL1, 4HF1 CNG - 82 — 4HV1 CNG - 85 — 4JJ1-TCS (новый двигатель 2999см3 150л. с.) |

Маркировка говорит о типе привода, ширине кабины, двигателе. Период выпуска не отражает.

## Галерея
- Isuzu Elf 2
- Isuzu Elf 3
- Isuzu Elf 4
- Isuzu Elf 5 (1993—2004)
- Isuzu Elf 5 (2004—2006)
- Isuzu Elf 6
- Isuzu Elf 6